# Tysklands Grand Prix 1951
Tysklands Grand Prix 1951 var det sjätte av åtta lopp ingående i formel 1-VM 1951. Detta var det första F1-loppet som kördes i Tyskland. 

## Resultat
1. Alberto Ascari, Ferrari, 8 poäng
2. Juan Manuel Fangio, Alfa Romeo, 6+1
3. José Froilán González, Ferrari, 4
4. Luigi Villoresi, Ferrari, 3
5. Piero Taruffi, Ferrari, 2
6. Rudi Fischer, Ecurie Espadon (Ferrari)
7. Robert Manzon, Gordini (Simca-Gordini)
8. Louis Rosier, Ecurie Rosier (Talbot-Lago-Talbot)
9. Pierre Levegh, Pierre Levegh (Talbot-Lago-Talbot)
10. Jacques Swaters, Ecurie Belgique (Talbot-Lago-Talbot)
11. Johnny Claes, Ecurie Belge (Talbot-Lago-Talbot)

### Förare som bröt loppet
- Yves Giraud-Cabantous, Yves Giraud-Cabantous (Talbot-Lago-Talbot) (17, olycka)
- Maurice Trintignant, Gordini (Simca-Gordini) (13, motor)
- Felice Bonetto, Alfa Romeo (12, tändfördelare)
- Duncan Hamilton, Duncan Hamilton (Talbot-Lago-Talbot) (12, oljetryck)
- Paul Pietsch, Enrico Platé (Maserati) (11, olycka)
- André Simon, Gordini (Simca-Gordini) (11, motor)
- Nino Farina, Alfa Romeo (8, överhettning)
- Philippe Étancelin, Philippe Étancelin (Talbot-Lago-Talbot) (4, växellåda)
- Louis Chiron, Ecurie Rosier (Talbot-Lago-Talbot) (3, tändning)
- Antonio Branca, Antonio Branca (Maserati) (3, motor)
- Emmanuel de Graffenried, Enrico Platé (Maserati) (2, motor)

### Förare som ej startade
- David Murray, Scuderia Ambrosiana (Maserati) (olycka)